# 貝波特 (佛羅里達州)
貝波特（英語：Bayport）是位於美國佛羅里達州赫爾南多縣的一個人口普查指定地區。

## 地理
貝波特的座標為28°32′54″N 82°38′43″W / 28.54833°N 82.64528°W，而該地最高點為海拔高度1米（即3英尺）。

## 人口
根據2010年美國人口普查的數據，貝波特的面積為1.67平方千米，當中陸地面積為1.49平方千米，而水域面積為0.18平方千米。當地共有人口43人，而人口密度為每平方千米25人。